# Chimarrogale styani
Chimarrogale styani е вид бозайник от семейство Земеровкови (Soricidae). Видът не е застрашен от изчезване.

## Разпространение
Разпространен е в Китай и Мианмар.

## Описание
На дължина достигат до 10,2 cm.